# 大島村 (新潟県東頸城郡)
大島村（おおしまむら）は、新潟県の南西に位置していた東頸城郡の村。浦川原村への通勤率は10.5%（平成12年国勢調査）。2005年1月1日に上越市に編入し、村域は地域自治区「大島区」となった。

## 地理
- 河川: 保倉川

### 隣接していた自治体
- 柏崎市
- 東頸城郡：浦川原村、安塚町、松代町、松之山町
- 中頸城郡：吉川町
- 刈羽郡：高柳町
- 長野県下水内郡：栄村

## 歴史
大正9年からの人口を示す。
| 世帯     | 世帯数 | 合計  | 男    | 女    |
| -------- | ------ | ----- | ----- | ----- |
| 大正9年  |        | 6,694 | 3,384 | 3,310 |
| 昭和22年 |        | 7,777 | 3,726 | 4,051 |
| 昭和25年 |        | 7,654 | 3,708 | 3,946 |
| 昭和30年 |        | 7,363 | 3,582 | 3,781 |
| 昭和35年 |        | 6,804 | 3,316 | 3,488 |
| 昭和40年 | 1,219  | 5,965 | 3,384 | 3,310 |
| 昭和45年 | 1,158  | 5,018 | 2,456 | 2,562 |
| 昭和50年 | 1,060  | 4,344 | 2,136 | 2,208 |
| 昭和55年 | 1,022  | 3,939 | 1,912 | 2,027 |
| 昭和60年 | 0915   | 3,391 | 1,657 | 1,734 |
| 平成2年  | 0876   | 3,100 | 1,501 | 1,599 |
| 平成7年  | 0800   | 2,776 | 1,335 | 1,441 |
| 平成12年 | 0749   | 2,480 | 1,182 | 1,298 |
| 平成17年 | 0723   | 2,249 | 1,076 | 1,173 |

### 沿革
- 1889年（明治22年）4月1日 - 町村制施行に伴い東頸城郡大島村、棚岡村、中野村が合併し、大島村が発足。
- 1901年（明治34年）11月1日 - 東頸城郡仁上村、元保倉村と合併し大島村を新設。
- 1955年（昭和30年）3月31日 - 東頸城郡保倉村、旭村と合併し大島村を新設。
- 2005年（平成17年）1月1日 - 上越市に編入され、村域は地域自治区「大島区」となる。

## 行政
- 村長：岩野 虎治（1999年4月22日から）

### 教育
- 大島小学校(現 上越市立大島小学校)
- 大島中学校(現 上越市立大島中学校)

昭和49年4月1日、旧大島中学校（牛ヶ鼻）・旭中学校（田麦）・保倉中学校（大平）を統合して大島村の中心上達600番地に開設。

## 交通

### 鉄道路線
- 北越急行ほくほく線 - ほくほく大島駅

### 道路
- 高速道路：なし
- 一般国道
  - 村内を走る一般国道：国道253号、国道403号

## 名所・旧跡・観光スポット・祭事・催事
- ぶなの森園
- 板山不動尊
- 庄屋の家
- 大山温泉「あさひ荘」
- 青空市場
- ふれあい館
- ほたるライン「ほたる見台」
- グリーンハウス
- 鼻毛の池
- 菖蒲高原ベルハウス
- コテージ村･キャンプ場

## 出身有名人
- 村松二郎（新潟県議会議員）